# Jorge Goulart
Jorge Goulart, pseudonimo di Jorge Neves Bastos (Rio de Janeiro, 16 gennaio 1926 – Rio de Janeiro, 17 marzo 2012), è stato un cantante brasiliano.

## Biografia

### Origini
Figlio del giornalista Iberê Bastos, fin da piccolo aveva mostrato interesse per la musica. Nonostante il desiderio dei suoi genitori che diventasse un avvocato, prese lezioni di musica classica con la madre, che studiava canto e pianoforte. Grazie all'influenza del padre, fu ammesso a studiare al Colégio Pedro II. All'età di 12 anni, Jorge assistette all'arresto di uno dei suoi insegnanti preferiti, José Oiticica, all'interno della scuola, eseguito da una squadra durante la dittatura dell'Estado Novo; questo episodio fu per lui l'innesco per l'avversione all'oppressione.

### Carriera
Sempre tramite suo padre, che scriveva del mondo dello spettacolo, ebbe contatti con i musicisti famosi. All'età di 17 anni incontrò il compositore Custódio Mesquita, che gli suggerì di fare un'audizione alla RCA Victor, dove lui era direttore musicale, offrendogli una sua composizione. L'audizione di Jorge alla casa discografica ebbe successo, e l'artista iniziò a eseguire esclusivamente le canzoni del suo pigmalione. In seguito si esibì con altri artisti alle prime armi come Luiz Gonzaga, Altamiro Carrilho e Marion Duarte.

## Discografia

### Album in studio
- 1955 – Brasil em ritmo de samba
- 1971 – Feitiço da vila (con Nora Ney)
- 1974 – Os melhores sambas - Enredo (con i Coral Som Livre)
- 1977 – Jubileu de prata (con Nora Ney)
- 1981 – Oh! As marchinhas (con Emilinha Borba)
- 1981 – Samba fantástico
- Eu sou o samba
- Sucessos de Carnaval (Carnaval antigo) (con Emilinha Borba e Gilberto Milfont)
- Em tempo de samba
- Sambas fantásticos

### Raccolte
- 1976 – Jorge Goulart
- 1984 – Gente que brilha (con Marlene)
- 2007 – Jorge Goulart
- Amor, meu grande amor (con Nora Ney)

### Singoli
- 1945 – Nem tudo é possível/Feliz ilusão
- 1945 – A Volta/Paciência, coração
- 1948 – Meu amor/Fiquei louco
- 1948 – Alfredo/Caso perdido
- 1949 – Fantoche/Minha Maria
- 1949 – Noites de junho/São João
- 1950 – Vinte e cinco de abril/Lírios do campo
- 1950 – Conheço uma cidade/Canção do bom vizinho
- 1950 – Marcha do Bonsucesso
- 1950 – Marcha do América/Marcha do Madureira
- 1950 – São Paulo/No fim da estrada
- 1950 – Ai! Gegê
- 1950 – Miss Mangueira/Balzaquiana
- 1951 – Sansão e Dalila/Até Jesus
- 1951 – Raspa o reco-reco/Mundo de Zinco
- 1951 – Quem chorou fui eu/Voltei
- 1951 – Amor que maltrata/Não tenhas pena morena
- 1951 – Momentos de amor/Tarde demais
- 1951 – Rancheira do velho Sá.../Baile na roça
- 1951 – Falua/Luz dos meus olhos
- 1951 – Ela trocou meu nome/Elza
- 1951 – As grandes mulheres/Mexe mulher
- 1951 – Sereia de Copacabana/Meu drama
- 1952 – Fantoche/Minha Maria
- 1952 – A mulher do diabo/Salve a mulata
- 1952 – Jezebel/Teus olhos entendem os meus
- 1952 – Canção do gato/Alice no país das maravilhas
- 1952 – Noites de junho/Mané fogueteiro
- 1952 – Dominó/Refúgio
- 1953 – Luzes da ribalta/Canção do Moulin Rouge
- 1953 – Paulista do centenário
- 1953 – Nosso mal/Cais do porto
- 1953 – Trezena de Santo Antônio
- 1953 – Por teu amor/Uma prece
- 1953 – Festa canora/Asa branca
- 1953 – Na China/Reza por nosso amor
- 1953 – O cinzeiro da Zazá/História da favela
- 1953 – Pepita de Guadalajara/Você mentiu
- 1954 – Maria das Dores/Graças a Deus ela não veio
- 1954 – Minha ignorância/Coitado dele
- 1954 – Fulana de tal/Minha amada dormiu
- 1954 – Quem ainda não pecou/Dinheiro de pobre
- 1954 – Abre alas/Couro de gato
- 1955 – Brado de alerta/Correndo mundo
- 1955 – Hajji Baba/Um fio de esperança
- 1955 – Festa do samba/Só existo e vivo em ti
- 1955 – Marcha do J-J/Sabiá
- 1955 – Arranca a máscara/Vem à janela
- 1955 – A voz do Morro/A mão que afaga
- 1955 – Samba Fantástico/Decisão
- 1955 – O vaqueiro/Magia
- 1955 – Marcha do América
- 1955 – Lenço branco
- 1955 – Ninguém tem pena/Você não quer, nem eu
- 1955 – Estranho no paraíso/Sorri
- 1956 – No tempo do vintém/Eu vou gritar
- 1956 – Inflação de mulheres/Meu passado em Mangueira
- 1956 – Aquarela do Brasil/Onde o céu azul é mais azul
- 1956 – O samba não morreu/O morro canta assim
- 1956 – Hino à Record/Jubileu de prata
- 1957 – Não faz marola/Sempre Mangueira
- 1957 – Minha Maria morena/Vem ver meu Rio de Janeiro
- 1957 – Zingareska (Fantasia cigana)/Descendo o morro
- 1957 – Rio, novo céu/Secretária
- 1957 – Piratininga em festa (9 de julho)
- 1957 – Laura/Mês de Maria
- 1957 – Angústia/Brasil
- 1957 – Linda suburbana/Não posso perdoar
- 1958 – Palhaço/Flor do lodo
- 1958 – Ave Maria no Salgueiro/Além do céu
- 1958 – Brasil em ritmo de samba
- 1958 – Sobe balão
- 1958 – Volta ao mundo/Velho flamboyant
- 1958 – Tudo é Brasil/Isso é Brasil
- 1959 – Adeus Guiomar/Leva tudo contigo
- 1959 – Via da minha vida/Eu creio em ti
- 1959 – Trágica mentira/Herança
- 1959 – Pepita de Majorca/As pedras se encontram
- 1959 – O último/Vai tudo bem
- 1960 – Não sou feliz/Que dia lindo
- 1960 – Brasília, capital da esperança/Céu é sempre céu
- 1960 – Pio cotovia/Fim o mundo
- 1960 – Feiticeira/Sonho cor de rosa
- 1961 – Foguete à lua/Linda cubana
- 1961 – Quero voltar à Bahia/Menino de rua
- 1961 – Tu vais passar/Atualidades francesas
- 1962 – Lágrimas de amor/Pergunta ao coração
- 1962 – Ser mãe
- 1962 – Greve das mulheres/Entra pelo cano
- 1963 – O prisioneiro/Marcha da quarta-feira de cinzas
- 1963 – Noites de gala/Carnaval azul
- 1963 – Deus lhe dê em dobro/Promessa
- 1964 – Devo a você
- 1964 – Na mulher não se bate/A cabeleira do Zezé

## Filmografia
- Carnaval no fogo (1949)
- Não é nada disso (1950)
- Aviso aos navegantes (1950)
- Tudo azul (1952)
- É fogo na roupa (1952)
- Com o diabo no corpo (1952)
- Aventura no Rio (1953)
- Luz apagada (1953)
- Carnaval em Caxias (1954)
- Carnaval em Marte (1955)
- Carnaval em Lá maior (1955)
- Vamos com calma (1956)
- Guerra ao samba (1956)
- Garotas e samba (1957)
- O barbeiro que se vira (1958)
- É de chuá (1958)
- É a maior (1958)
- Mulheres à vista (1959)